# Matt Bouza
(en) Statistiques sur pro-football-reference
Matthew Kyle Bouza, né le 8 avril 1958 à San José, est un joueur américain de football américain.

## Enfance
Bouza fait ses études à la Sacramento Jesuit de Carmichael et joue comme quarterback dans l'équipe de football américain du lycée,.

## Carrière

### Université
Étudiant à l'université de Californie à Berkeley, le joueur intègre la section football de la faculté et est accueilli par le quarterback Joe Roth, un comportement surprenant Bouza dans une époque où les joueurs en dernière année ne parlent pas aux nouveaux venus. De 1978 à 1980, Bouza évolue comme receveur et connaît une saison 1979 intéressante où il reçoit cinquante-neuf passes pour 831 yards et cinq touchdowns, en faisant l'un des attaquants les plus dangereux de la Pac-10.

### Professionnel
Matt Bouza n'est sélectionné par aucune équipe lors de la draft 1981 de la NFL et s'engage comme agent libre chez les 49ers de San Francisco. Dans une saison remporté par les 49ers lors du Super Bowl XVI, Bouza ne joue qu'un seul match. Non conservé, il signe avec les Colts de Baltimore, le 6 mai 1982, et passe les huit années qui suivent dans cette franchise,. Il est projeté tout de suite comme titulaire et fait sa première saison complète en 1984, disputant toutes les rencontres de la saison régulière dont quatre comme titulaire.
En 1986, le receveur dispute la meilleure saison de sa carrière avec soixante-et-onze réceptions pour 830 yards et cinq touchdowns. Bouza, à partir de ce moment, fait office de meneur d'une attaque des Colts composées de nombreux jeunes joueurs comme Jack Trudeau et Bill Brooks. Après une saison 1987 dans la lignée de celle de 1986 malgré quatre matchs en moins, Bouza commence à s'effacer et s'éloigne des terrains, prenant sa retraite à l'issue d'une année 1989 où il ne joue que deux rencontres.